# Mississippi State Penitentiary

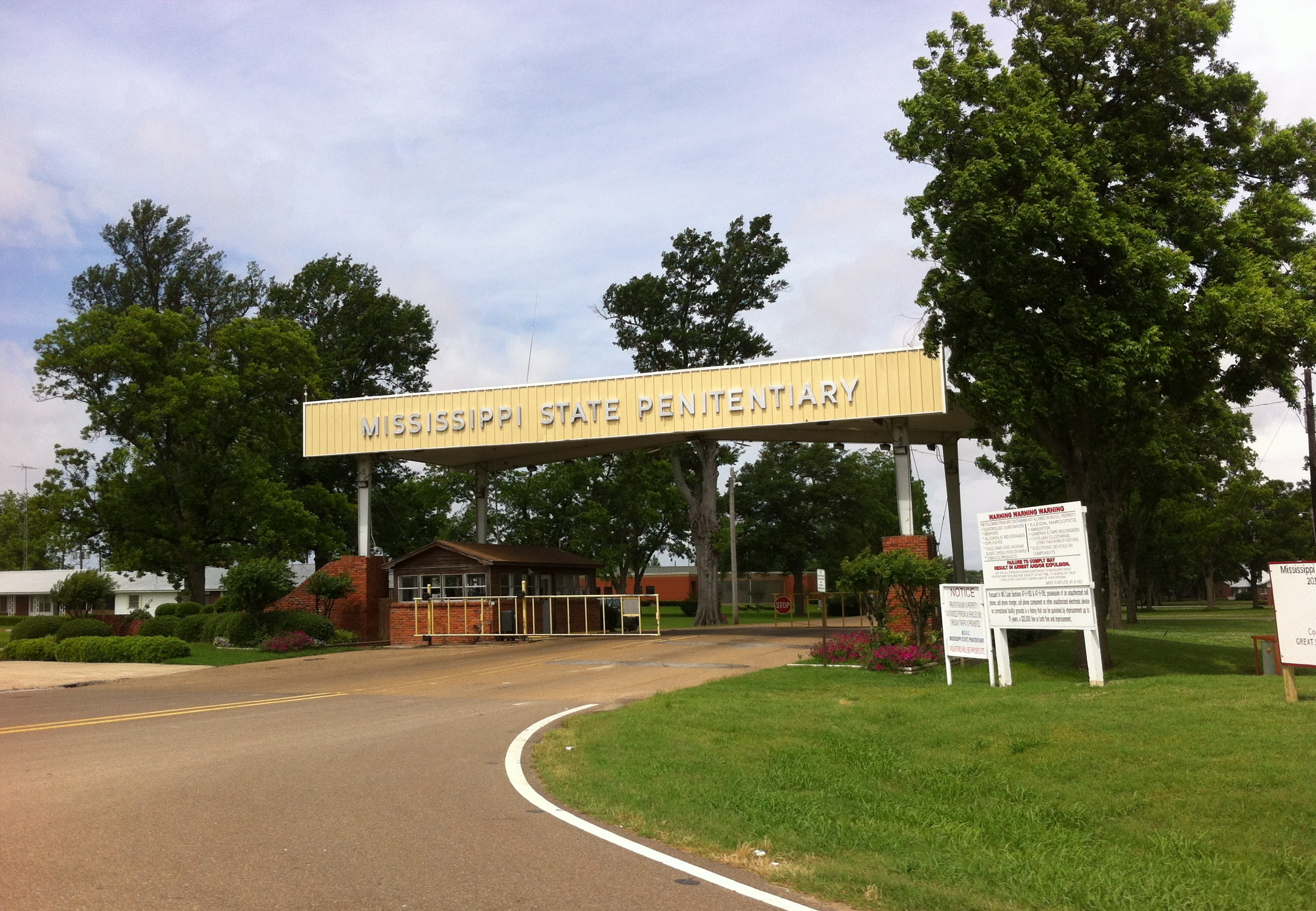
Einfahrt des Mississippi State Penitentiary

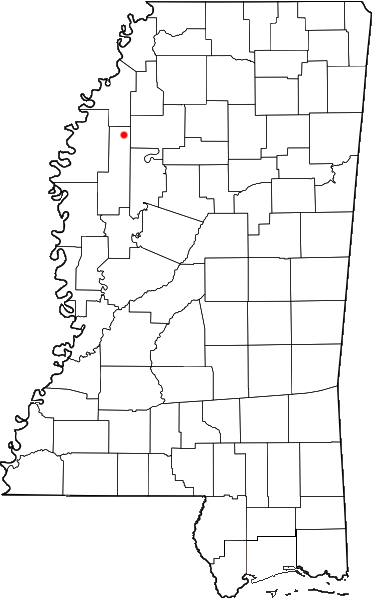
Lage des Mississippi State Penitentiary (Parchman) in Mississippi

Das Mississippi State Penitentiary, auch bekannt unter dem Namen „Parchman Farm“, ist die älteste und größte Haftanstalt und das einzige Hochsicherheitsgefängnis des US-Bundesstaates Mississippi. Es befindet sich im Mississippi-Delta in Parchman im Sunflower County und wird vom Mississippi Department of Corrections, also der Strafvollzugsbehörde des Bundesstaats Mississippi, geführt.

## Das Gefängnis
Das Zuchthaus wurde 1904 durch Gouverneur James K. Vardaman gegründet, um die Verpachtung von Strafgefangenen zu beenden. Es wurde so eingerichtet, dass es dem Staat einen Gewinn brachte, zunächst durch den Verkauf des Holzes auf der gerodeten Fläche von Parchman, später durch den Verkauf der dort angebauten und von Hand geernteten Baumwolle. Dieses System wurde ab den 1940er Jahren unter Gefängnis-Superintendent Marvin Wiggins weiter perfektioniert.
Die Anstalt bietet Platz für insgesamt 4840 Häftlinge (Männer und Frauen), unter ihnen auch die zum Tode Verurteilten des Staates. Die Gefangenen werden zur Arbeit auf den Feldern der 73 km² großen Gefängnisfarm oder in internen Werkstätten angehalten. Die Arbeitsbedingungen waren extrem streng; der Ruf der Haftanstalt war ähnlich wie der von Alcatraz und Sing Sing. Erst in den frühen 1970er Jahren führte eine Reihe von Urteilen der Bundesgerichte zum Abbau des Zwangsarbeitssystems und zu humaneren Haftbedingungen.
Prominente Insassen waren der radikale Bürgerrechtler Stokely Carmichael und der radikale Ku-Klux-Klan-Anführer Sam Bowers, der Lynchmorde an Bürgerrechtlern befahl. Von Mai 1938 bis Februar 1939 war Vernon Presley, Vater von Elvis Presley, hier wegen Scheckbetrugs inhaftiert.

## Todesstrafe
Innerhalb der Haftanstalt werden Hinrichtungen vollzogen, bis 1954 auf dem elektrischen Stuhl, heute mit der Giftspritze. Des Weiteren wurde, nachdem der US Supreme Court im Jahr 1976 die landesweit ausgesetzten Todesurteile für verfassungsgerecht erklärte, 1987 im Mississippi State Penitentiary im Dokumentarfilm Fourteen Days in May der zum Tode verurteilte Edward Earl Johnson und seine Anwälte in den letzten zwei Wochen vor seiner Hinrichtung von Paul Hamann und seiner Film-Crew begleitet, immer mit der Hoffnung um Aufschiebung der Vollstreckung und einer Umwandlung in eine lebenslange Freiheitsstrafe, wozu es letzten Endes nicht kam.
Bereits festgeschnallt in der Gaskammer beteuerte Edward Earl Johnson seine Unschuld. Schon vor, aber vor allem nach seiner Hinrichtung am 20. Mai 1987 gab es massive Zweifel an seiner Schuld, einen Polizisten erschossen zu haben. Außerdem geht der Dokumentarfilm auf die Problematik „farbige Verbrecher vs. weiße Verbrecher“ ein, da letztere prozentual wesentlich seltener zum Tode verurteilt werden.

## Sonstiges
Der Roman Die Kammer von John Grisham spielt größtenteils im Staatsgefängnis von Mississippi, die Verfilmung des Buches wurde teilweise ebenfalls an diesem Originalschauplatz aufgenommen.

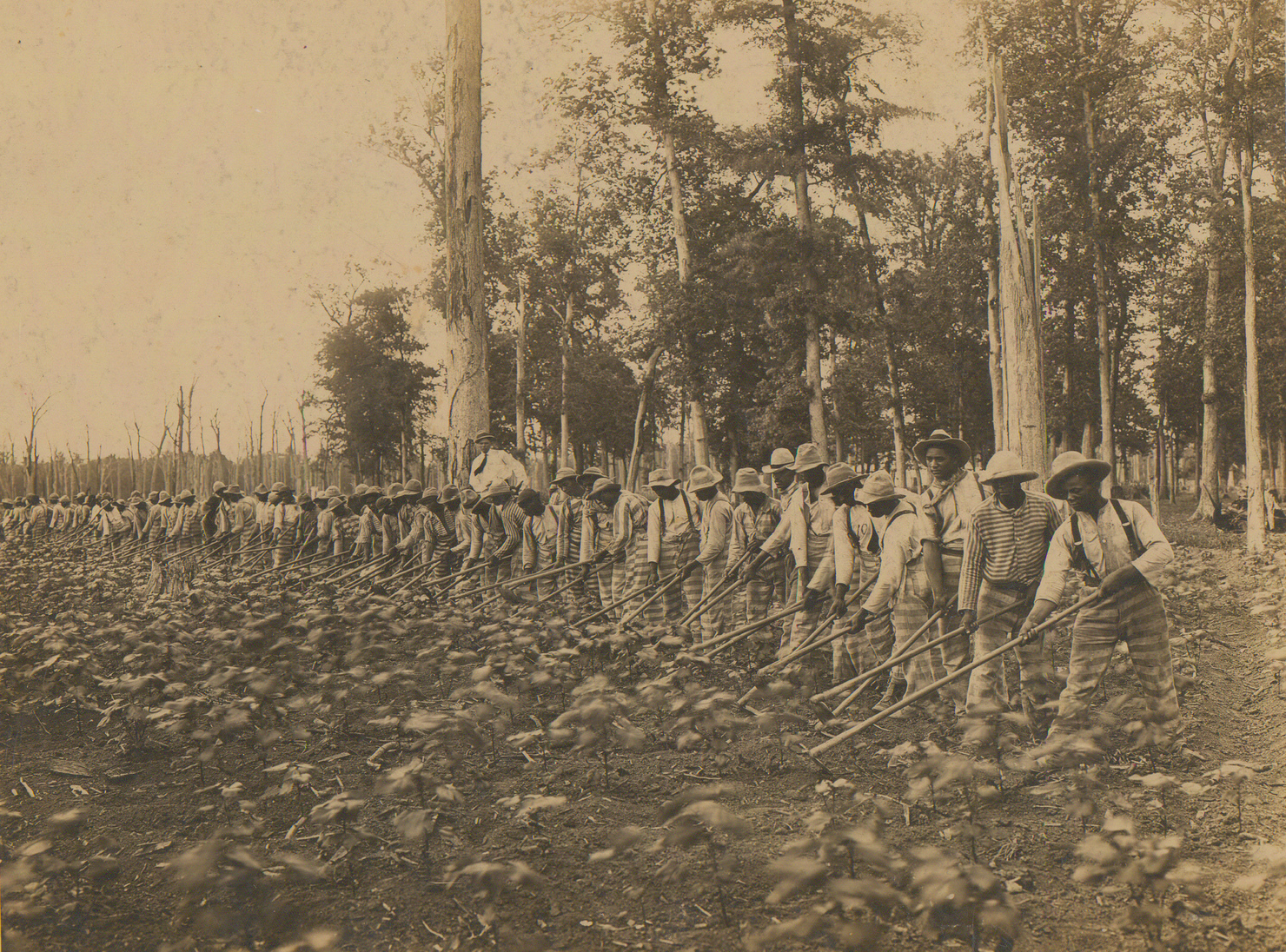
In solchen Arbeitsketten der Gefangenen überlebten die Worksongs (1911)

Auch in der Geschichte des Blues spielt die Parchman Farm eine Rolle. Verschiedene bekannte Bluesmusiker waren hier inhaftiert, darunter Bukka White (der dort den Parchman Farm Blues und When Can I Change My Clothes schrieb) und Son House. 1939 machte der Bluesforscher Alan Lomax auf der Parchman Farm Aufnahmen mit White und anderen Häftlingen. Die dabei dokumentierten Worksongs überlebten dort aufgrund der starken Isolation des Gefängnisses. Aus dem Parchment Farm Blues wurde später der Standard Parchman Farm. Weitere Aufnahmen wurden in der Haftanstalt in den späten 1940er Jahren gemacht und später als Album Negro Prison Songs 1957 auf Tradition Records bzw. auf CD in einer erweiterten Version als Prison Songs: Historial Recordings from Parchman Farm 1947–48 von Rounder Records veröffentlicht.
Einige Szenen des Films O Brother, Where Art Thou? – Eine Mississippi-Odyssee von Joel und Ethan Coen spielen auf der „Parchman Farm“; für die Musik wurde auch auf den Gospel Po Lazarus zurückgegriffen, den Alan Lomax dort 1959 aufgenommen hatte.